# República de Nova Àfrica
La República de Nova Áfrika (en anglès: Republic of New Afrika) (ARN) va ser un moviment social que va proposar tres objectius. En primer lloc, la creació d'un país independent poblat majoritàriament per afroamericans situat al sud-est dels Estats Units i una demanda similar per a tots els comtats i ciutats de majoria negra dels Estats Units. En segon lloc, el pagament de diversos milions de dòlars en reparacions des del govern dels Estats Units pels danys infligits als africans i els seus descendents per l'esclavitud mobiliària, la segregació derivada de les lleis de Jim Crow i per les formes persistents d'avui dia de racisme. En tercer lloc, un referèndum de tots els afroamericans amb la finalitat de decidir què ha de fer-se pel que fa a la seva ciutadania. Pel que fa a aquest últim, es va al·legar que els afroamericans no van rebre una elecció sobre aquest assumpte després de l'emancipació. La visió d'aquest país va tenir la seva primera promulgació el 31 de març de 1968, en una Conferència de Govern Negre (Black Government Conference) celebrada a Detroit, Michigan. Els seus proponents reclamen cinc estats del sud: Louisiana, Mississipi, Alabama, Geòrgia i Carolina del Sud; i els comtats de majoria negra adjacents a aquesta àrea a Arkansas, Texas, Carolina del Nord, Tennessee i Florida.

## Història
La Conferència de Govern Negre (Black Government Conference) va ser convocada per la Societat Malcolm X i el Grup de Lideratge Avançat (GOAL), dues influents organitzacions establertes a Detroit amb àmplia quantitat de seguidors. Aquesta reunió de finalització de setmana va produir una declaració de la independència (signada per 100 conferencistes d'aproximadament 500), una Constitució i el marc per a un govern provisional. Robert F. Williams, un controvertit defensor dels drets d'humans, que més tard es va exiliar a la Xina, va ser triat com el primer president del govern provisional, l'advocat Milton Henry (estudiant dels ensenyaments de Malcolm X) va ser nomenat com el primer vicepresident i Betty Shabazz, la vídua de Malcolm X, va servir com a segona vicepresident.
El Govern Provisional de la República de Nova Áfrika (PG-ARN) va advocar per una forma d'economia cooperativa a través de la construcció de noves comunitats—nomenades després del concepte d'Ujamaa promogut pel President de Tanzània Julius Nyerere, militant de l'autodefensa mitjançant la construcció de locals de milícies populars i un exèrcit permanent sobre el sòl anomenat la Legió Negra; i el respecte del dret internacional mitjançant la construcció d'organitzacions que defensin el dret d'autodeterminació per a persones d'ascendència africana.
Durant la seva existència, l'organització va participar en nombroses qüestions controvertides. Per exemple, va intentar ajudar a Oceanhill-Brownsville (barri residencial de majoria negra en el districte de Brooklyn) en el seu intent de separar-se dels Estats Units durant el conflicte que va tenir lloc allí. A més, va participar en tirotejos a l'església New Bethel Baptist Church el 1969 (durant el primer aniversari de la fundació) i un altre en Jackson, Mississipi, el 1971 (on havia començat a iniciar la seva ocupació del sud en una sola granja). En tots dos esdeveniments, els funcionaris policials van ser tant assassinats, com a ferits i es van imposar dures accions legals contra els membres de l'organització.
L'Oficina Federal d'Investigació (FBI) va considerar la República de Nova Áfrika com un grup sediciòs i va realitzar incursions en les seves reunions, la qual cosa va portar a enfrontaments violents, i a l'arrest i empresonament repetit de líders de RNA. El grup va ser un objectiu de l'operació COINTELPRO per les autoritats federals, però també va ser objecte de diverses activitats de l'Esquadró Roig de la policia de l'Estat de Michigan i del departament de policia de Detroit, entre altres ciutats.

## Publicacions
- The Article Three Brief. 1973. (New Afrikans fought O.S. Marshals in an effort to retain control of the independent New Afrikan communities shortly after the O.S. Civil War.)
- Obadele, Imari Abubakari. Foundations of the Black Nation. 154p. Detroit. House of Songay, 1975.
- Brother Imari [Obadele, Imari]. War In America: The Malcolm X Doctrine. 45p. Chicago. Ujamaa Distributors, 1977.
- Kehinde, Muata. RNA President Imari Obadele is Free After Years of Illegal O.S. Imprisonment. In Burning Spear February 1980. Louisville. African Peoples Socialist Party. 4 p to 28 p.
- Obadele, Imari Abubakari. The Malcolm Generation & Other Stories. 56p. Philiadelphia. House of Songhay, 1982.
- Taifa, Nkechi, and Lumumba, Chokwe. Reparations Yes! 3rd ed. Baton Rouge. House of Songhay, 1983, 1987, 1993.
- Obadele, Imari Abubakari. Free The Land!: The True Story of the Trials of the RNA-11 Washington, D.C. House of Songhay, 1984.
- New Afrikan State-Building in North America. Ann Arbor. Univ. of Michigan Microfilm, 1985, pàg. 345–357.
- "The First New Afrikan States". In The Black Collegian, Jan./Febr. 1986.
- A Beginner's Outline of the History of Afrikan People, 1st ed. Washington, D.C. House of Songhay, Commission for Positive Education, 1987.
- America The Nation-State. Washington, D.C. and Baton Rouge. House of Songhay, Commission for Positive Education, 1989, 1988.
- Walker, Kwaku, and Walker, Abena. Black Genius. Baton Rouge. House of Songhay, Commission for Positive Education, 1991.
- Afoh, Kwame, Lumumba, Chokwe, and Obafemi, Ahmed. A Brief History of the Black Struggle in America, With Obadele's Macro-Level Theory of Human Organization. Baton Rouge. House of Songhay, Commission for Positive Education, 1991.
- RNA. A People's Struggle. RNA, Box 90604, Washington, D.C. 20090-0604.
- The Republic of New Africa New Afrikan Ujamaa: The Economics of the Republic of New Africa. 21p. San Francisco. 1970.
- Obadele, Imari Abubakari. The Struggle for Independence and Reparations from the United States 142p. Baton Rouge. House of Songhay, 2004.
- Obadele, Imari A., editor De-Colonization O.S.A.: The Independence Struggle of the Black Nation in the United States Centering on the 1996 United Nations Petition 228p. Baton Rouge. The Malcolm Generation, 1997.